# Пушкинская улица (Воронеж)
Пу́шкинская у́лица — улица в городе Воронеже, которая берёт своё начало от Никитинской площади и заканчивается у улицы 20-летия Октября. Появилась согласно регулярному плану Воронежа XVIII века.

## История

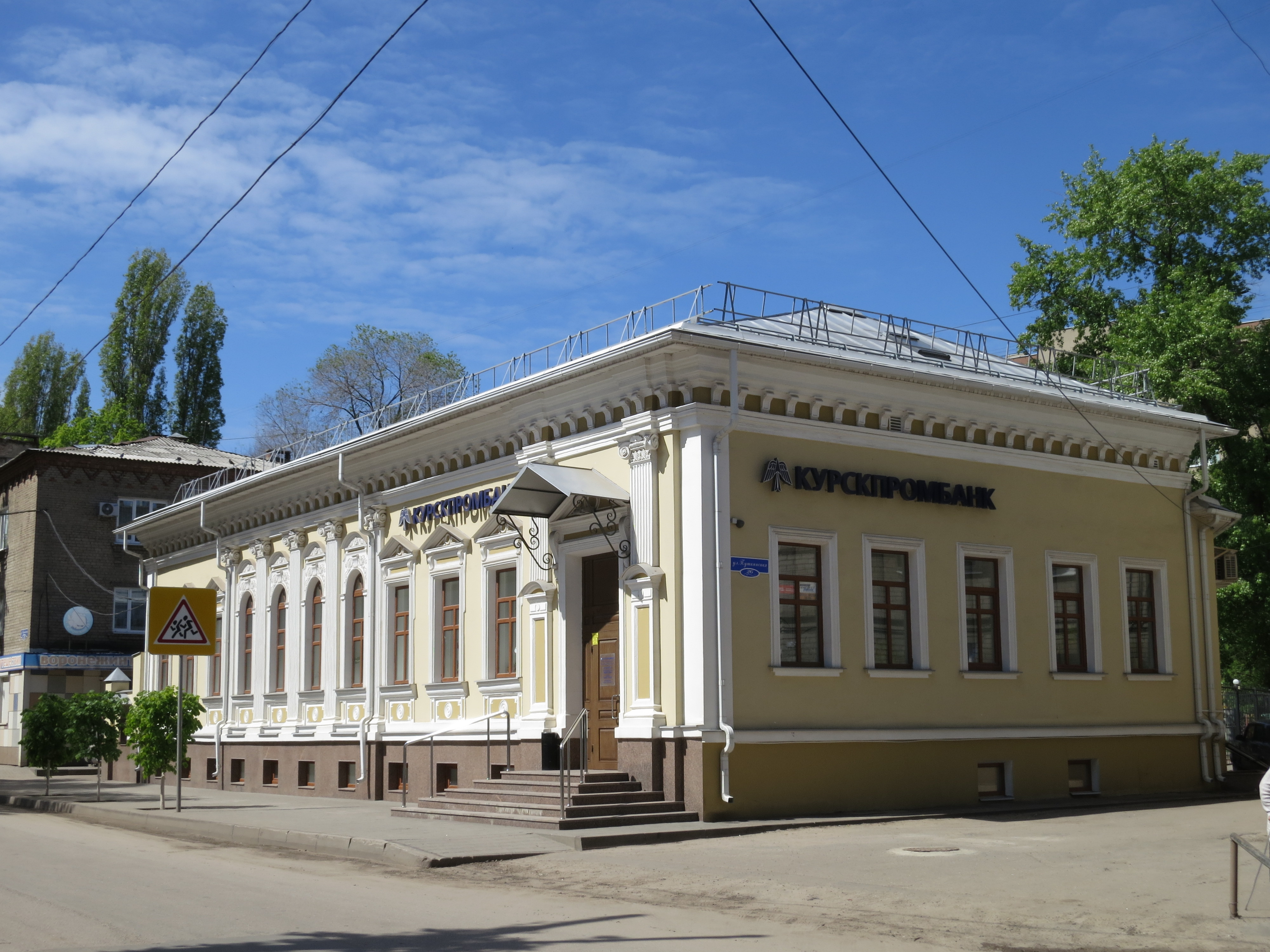
Жилой дом Клочкова

Являлась дорогой на Острогожск, потому называлась Острогожской. Ко второй половине XIX века сформировалась улица, которая получила название 2-й Острогожской (современная улица Кирова). Острогожская улица была переименована в 1-ю Острогожскую.
Улица считалась одной из основных торговых. У Соборной, Щепной, Хлебной и Конной площадей располагались магазины, лавки, мастерские.
На углу Щепной площади находилась открытая Д. А. Кашкиным в начале 1830-х годов первая в Воронеже книжная лавка, при которой в ежедневно открытой библиотеке можно было за плату брать книги на дом, подписываться на журналы и газеты. В этом книжном магазине часто бывали А. В. Кольцов, И. С. Никитин.
Знаменитая на весь город аптека Л. И. Мюфке занимала двухэтажное каменное здание рядом с современной Никитинской площадью, в начале улицы Пушкинской, по чётной стороне. На месте здания Пушкинская, 2. Помимо аптеки, здесь находились парфюмерный магазин и заводы искусственных вод и одеколона.
В этом доме с 1870-х по 1884 год снимал квартиру и вёл уроки в своей экспериментальной школе известный воронежский педагог Н. Ф. Бунаков.
В 1884 г. здесь жил и давал нотные и фортепианные уроки В. Г. Ростропович (1858—1913).
С 1884 года здесь жил врач, редактор-издатель журнала «Медицинская беседа» А. Х. Сабинин.
Аптека просуществовала до начала Великой Отечественной войны, когда здание было разрушено.
В 1922 году улица была переименована в Советскую, а потом в 1-ю Советскую. В 1936 году в честь 100-летия со дня смерти А. С. Пушкина улица получила современное название.
Во время Великой Отечественной войны многие здания пострадали столь сильно, что в дальнейшем многие постройки по западной (нечётной) стороне были снесены.
Сейчас основная застройка в начале улицы — 1950—1960 годов, в середине, по нечетной стороне, — около 1970—1980.
С юга улица замыкается зданием цирка, построенного на месте Новостроящегося кладбища.
По чётной стороне улицы имеются одно-двухэтажные каменные жилые дома XIX — начала XX века.
Ценные особняки первой половины XIX в. (№ 12, 14, 26) обрамляют перекрёстки с улицами Куцыгина и 9 Января. Построенное из красного кирпича здание мужского приходского училища им. А. С. Пушкина начала XX в. — дом № 16. Жилой дом в стиле конструктивизма — № 22.

## Архитектура
- № 10 — построен в 1911 году, мемориальная доска Л. Л. Семаго[1]
- № 12 — дом эпохи классицизма, построен в начале XIX века. В третьей четверти века принадлежал семье купца А. А. Протасова. Украшен декоративными лепными вазами, установленными в нишах.
- № 14 — построен в 1810-е годы в стиле классицизма. Известен, как дом городского головы А. Р. Михайлова
- № 16 — построен в 1908—1909 годы
- № 20 — дом городского головы А. Н. Безрукова. Дом с мезонином сохранился с середины XIX века.
- № 26 — дом Клочкова, построен в середине XIX века